# Saint-Derrien
Saint-Derrien è un comune francese di 752 abitanti situato nel dipartimento del Finistère nella regione della Bretagna.

## Società

### Evoluzione demografica
Abitanti censiti